# Thomas Lawrence

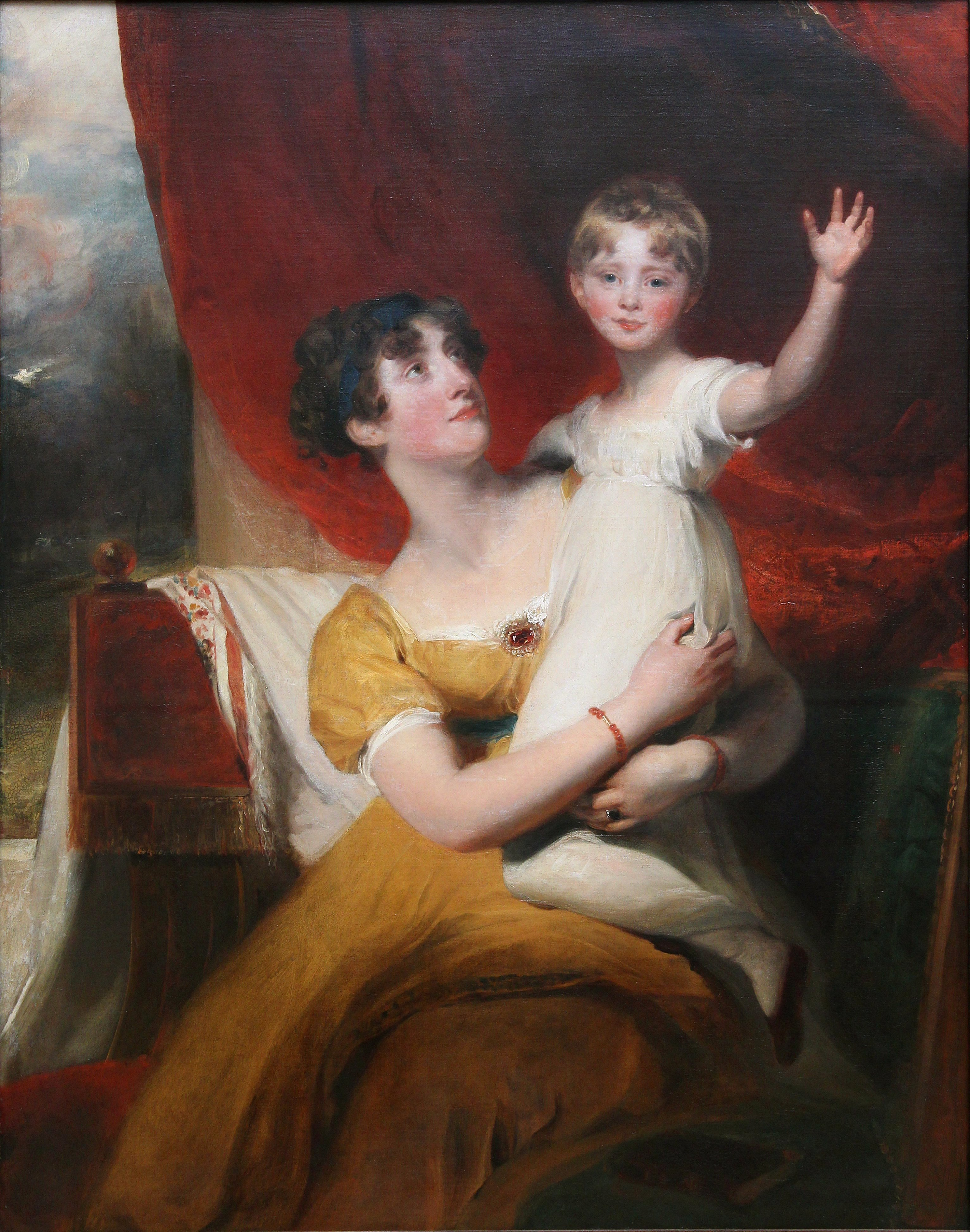
Lady Orde mit ihrer Tochter Anne, 1810/12

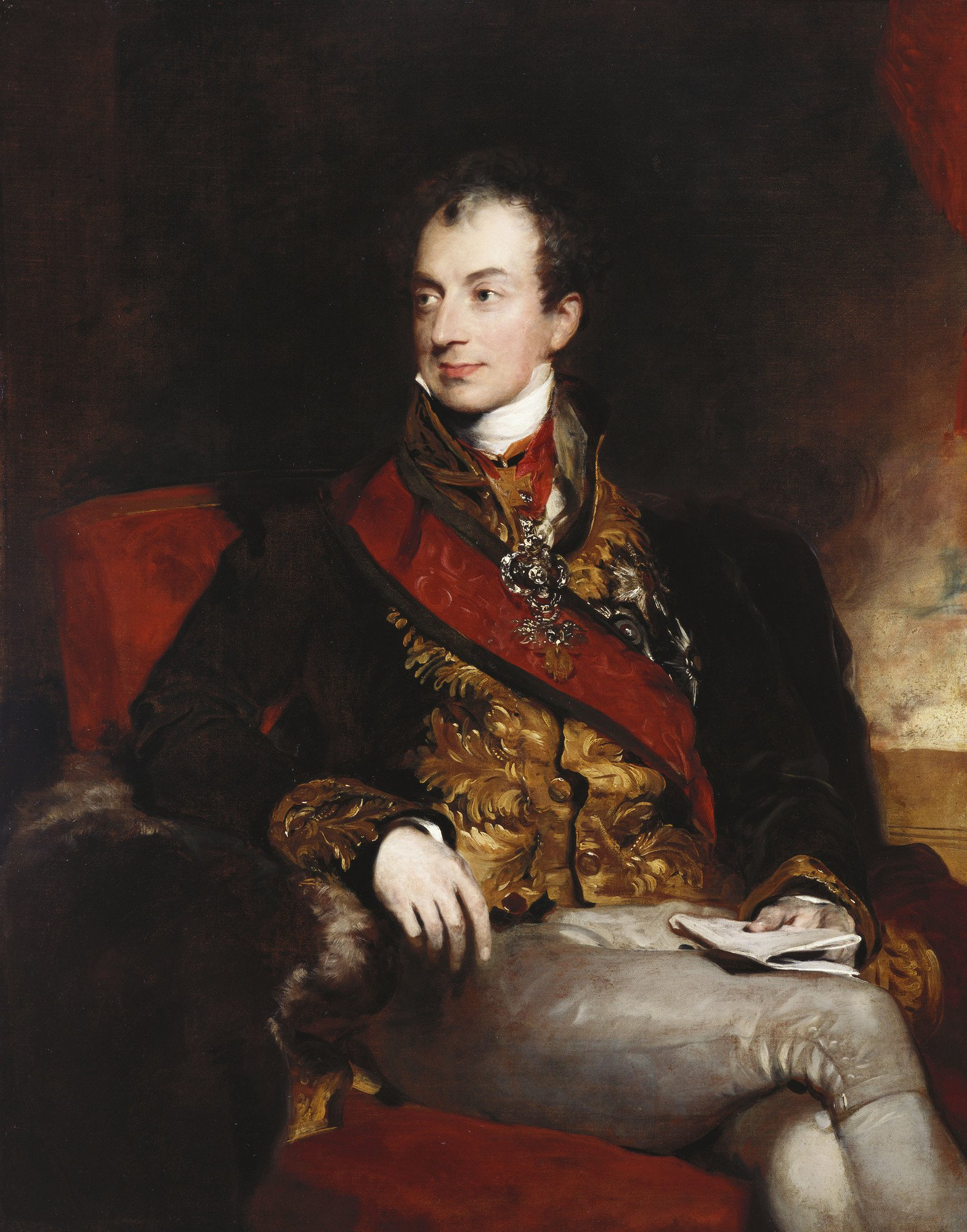
Fürst von Metternich, 1820–1825

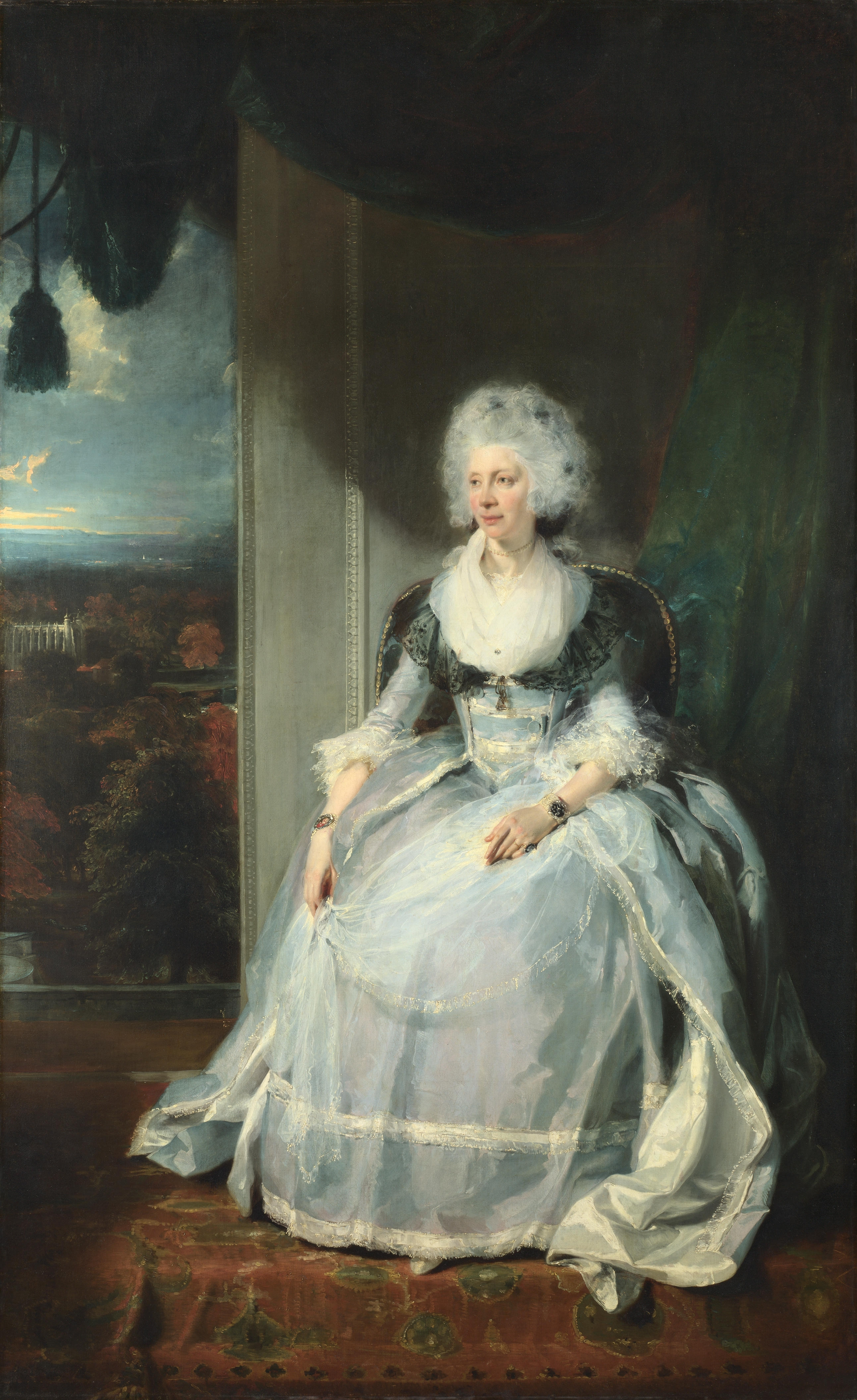
Porträt der Königin Charlotte, 1789/1790

Sir Thomas Lawrence PRA FRS (* 13. April 1769 in Bristol; † 7. Januar 1830 in London) war ein englischer Maler.

## Leben und Werk
Thomas Lawrence begann als Wunderkind mit dem Zeichnen in Devizes, wo sein Vater Wirt war. Als Zehnjähriger zog er nach Bath, wo er durch William Hoare (1707–1792) ausgebildet wurde und mit Kreideporträts zum Unterhalt seiner Familie beitrug. 1785 gewann er einen Preis und machte darauf einige Versuche in der Historienmalerei. Ab 1787 war er Schüler der Londoner Royal Academy of Arts. Er stellte in diesem Jahr vier weibliche Porträts aus, welche seinen Ruf begründeten. 1788 konnte er bereits sechs und 1789 13 Bildnisse, darunter das des Herzogs von York, ausstellen; 1790 folgten die der Königin Charlotte, der Prinzessin Amalia und elf andere Porträts. 1791 malte er außer zehn Bildnissen Homer, seine Gedichte vorlesend.
1792 wurde er nach Joshua Reynolds Tod Hofmaler. Am 10. Februar 1794 wurde er in die Royal Academy of Arts gewählt, deren Präsident er von 1820 bis 1830 war. 1814 ging er nach Paris und im folgenden Jahr schlug ihn Prinzregent Georg IV. zum Ritter. 1818 porträtierte Lawrence in dessen Auftrag in Aachen die Kongressmitglieder und dann in Wien und Italien die regierenden Häupter und andere bedeutende Personen, darunter den Bildhauer Antonio Canova. 1820 wurde er zum Präsidenten der Akademie gewählt. Am 28. Februar 1822 wurde er Fellow der Royal Society. 1825 ging er nach Paris, um im Auftrag des Königs von England Karl X. und den Dauphin zu malen. In New York wurde Lawrence 1827, im ersten Jahr nach der Gründung der National Academy of Design, zum Ehrenmitglied (Honorary NA) derselben gewählt.
Lawrence starb auf der Höhe seines Ruhms und wurde mit großen Feierlichkeiten in der Krypta der Londoner Saint Paul’s Cathedral beigesetzt.
In den Augen seiner Nachwelt wurde sein Werk kritisch betrachtet. So steht in Meyers Konversations-Lexikon von 1889: „Lawrence malte elegant, aber weichlich; seine Zeichnung hat etwas Schwächliches, sein Kolorit ist unwahr und seine Charakteristik oberflächlich; auch fehlt seinen Darstellungen die Mannigfaltigkeit. Seine wenigen Historienbilder sind unbedeutend. Gleichwohl war er der gefeiertste Modemaler seiner Zeit, welcher dem sentimentalen Geschmack der Londoner Gesellschaft entgegenkam.“
Trotz kolossaler Einnahmen brachte er es zu keinem großen Vermögen, da er ein leidenschaftlicher Sammler von Gemälden und Zeichnungen war. Seine Gemäldesammlung kam in den Besitz der Nationalgalerie. Seine Porträts erfuhren eine weite Verbreitung, da sie oft in Kupferstichen oder Radierungen reproduziert wurden.

## Werke (Auswahl)
- Arthur Wellesley, 1st Duke of Wellington. 1829, unvollendetes Porträt, Öl auf Leinwand, Privatsammlung[5]
- Caroline Amelia Elizabeth of Brunswick, 1804, Öl auf Leinwand, 127 × 102 cm. London, National Portrait Gallery (NPG 244)[6]
- The Red Boy (Charles William Lambton), 1825, Leinwand, 137 × 111 cm. London, Privatsammlung Earl of Durham[7]
- Der Dauphin, Leinwand, 270 × 176 cm. Windsor Castle, Royal Collection
- Elizabeth Farren, vor 1791, Leinwand, 238 × 147 cm. New York, Metropolitan Museum of Art, Vermächtnis Edward S. Harkness (siehe Bild 2)
- Emily und Harriet Lamb, vor 1793, Leinwand, 76 × 63 cm. London, Privatsammlung Lady Salmond
- Emily und Laura Calmady (Tondo), vor 1825, Leinwand, Durchmesser 77 cm. New York, Metropolitan Museum of Art
- Papst Pius VII., 1820, Leinwand
- Erzherzog Karl, 1818–19, Leinwand, 270 × 176 cm. Windsor Castle, Royal Collection
- Homer rezitiert die „Ilias“, vor 1792, Leinwand, 85 × 114 cm. Downton Castle (Herefordshire), Privatsammlung W. M. P. Kincaid Lennox

## Ausstellung
- 2010: Thomas Lawrence, Regency Power and Brilliance. National Portrait Gallery, London[8]